# Albrecht IV. (Österreich)

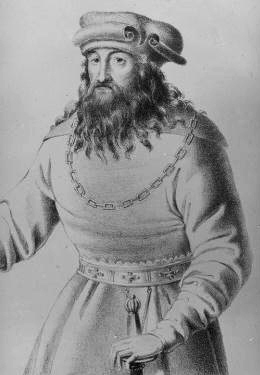
Herzog Albrecht IV. Lithographie, 19. Jh

Herzog Albrecht IV. von Österreich (* 19. oder 20. September 1377 in Wien; † 25. August oder 14. September 1404 bei Znaim oder auf dem Weg nach Wien), als Graf von Habsburg Albrecht VIII., war ein Reichsfürst aus der Dynastie der Habsburger. Er regierte von 1395 bis 1404 gemeinsam mit seinem Cousin Wilhelm (1370–1406) über das Herzogtum Österreich.

## Herkunft, Heirat und Nachkommen
Albrecht war das einzige Kind von Herzog Albrecht III. von Österreich (1348–1395) aus dessen zweiter Ehe mit Beatrix von Nürnberg-Hohenzollern (1355–1414), der Tochter des Burggrafen Friedrich V. von Nürnberg und dessen Gemahlin Elisabeth von Meißen. Während nur er die Albertinische Linie der Habsburger fortsetzte, hatte sein Onkel Herzog Leopold III. von Österreich, Begründer der Leopoldinischen Linie der Habsburger, mindestens vier Söhne.
1381 wurde Albrecht IV. als Vierjähriger mit Johanna Sophie von Baiern (1373–1410), der jüngsten Tochter von Herzog Albrecht I. von Baiern-Straubing-Holland aus dessen Ehe mit Margarethe von Liegnitz-Brieg, verlobt. Mit dieser Verlobung wurde eine Fehde zwischen seinem Vater und ihrem Vater beigelegt. Ihr Vater verpflichtete sich zur Zahlung von 10.000 Schock Prager Pfennigen als Heiratsgut und gab als Sicherheiten die Festung Natternberg und die Stadt Deggendorf an. Am 24. April 1390 fand in Wien die Hochzeit statt.
Aus der Ehe gingen zwei Kinder hervor:
- Margarete von Österreich (1395–1447) ⚭ 1412 Herzog Heinrich XVI. von Baiern, dem Sohn des Herzogs Friedrich von Baiern-Landshut aus dessen zweiter Ehe mit Maddalena Visconti, einer Tochter von Bernabò Visconti, dem Stadtherrn von Mailand.
- König Albrecht II. (1397–1439), als Herzog von Österreich Albrecht V. ⚭ 1421 Elisabeth von Böhmen und Ungarn, der einzigen Tochter des späteren Kaisers Siegmund aus dessen zweiten Ehe mit Gräfin Barbara von Cilli.

## Nachfolgeregelungen nach dem Tod von Herzog Albrecht III.

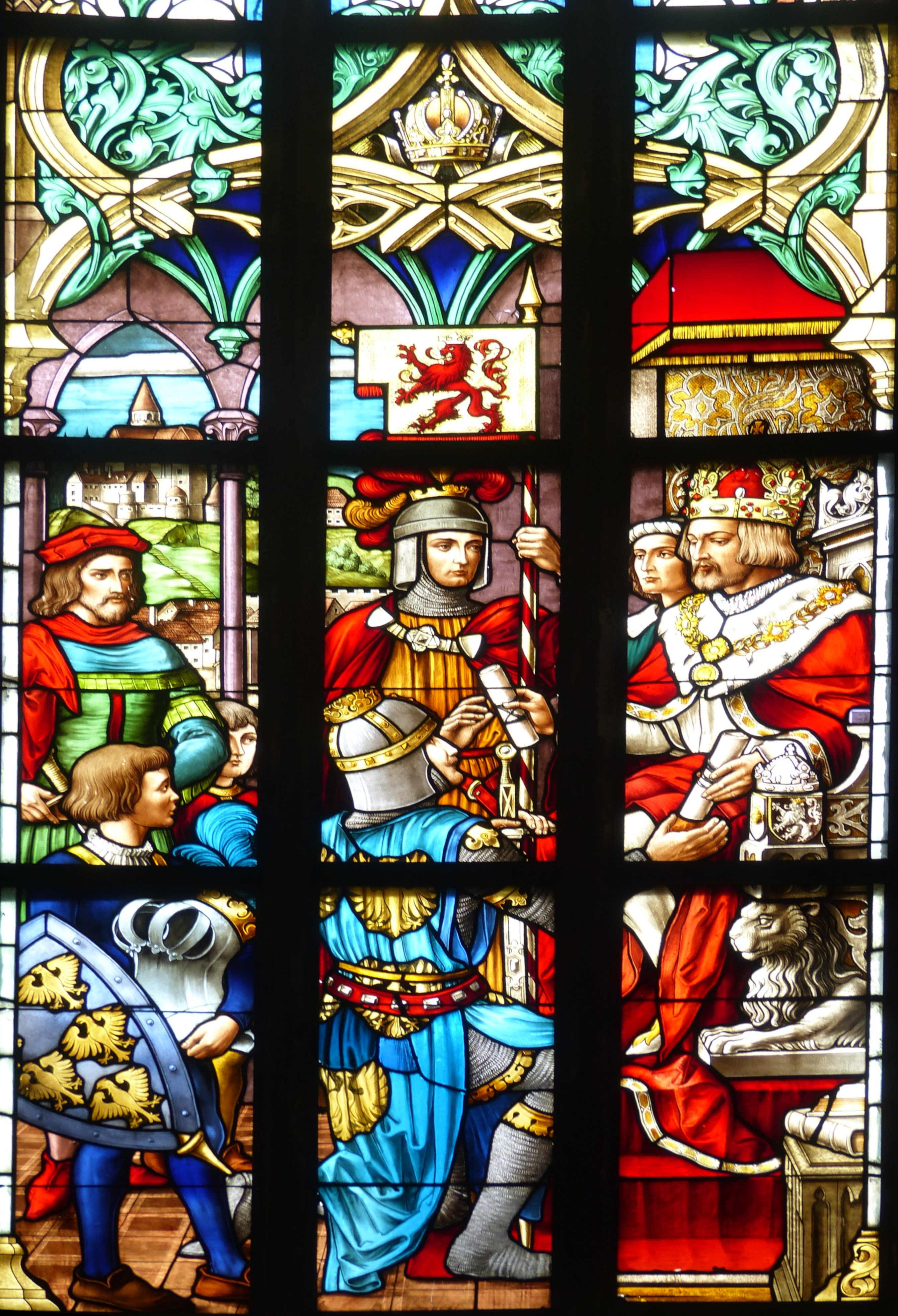
König Wenzel belehnt die Herzöge Wilhelm und Albrecht IV mit den Ländereien des verstorbenen Albrecht III (1398)

Nach dem Tod seines Vaters am 29. August 1395 trat Herzog Albrecht IV. dessen Nachfolge im Herzogtum Österreich an und geriet sofort in einen Konflikt mit seinem Cousin, dem Herzog Wilhelm von Österreich, der als ältestes männliches Mitglied der Familie und somit deren Senior eine Sonderstellung gegenüber den übrigen Familienmitgliedern beanspruchte. Wilhelm berief sich dabei auf das Testament Albrechts III., in dem sich sein Onkel gegen eine neuerliche Realteilung ausgesprochen hatte, und das Privilegium maius. Am 22. September 1395 kam es auf Vermittlung der österreichischen Landesstände im Vertrag von Hollenburg zu einer Verständigung. Man einigte sich über eine gleichberechtigte und gemeinsame Regierung, jeder der beiden Herzöge sollte als Herr in seiner eigenen Ländergruppe und als Mitregent in der des anderen herrschen. Albrecht herrschte in der Folge über das Herzogtum Österreich (Donauösterreich), Wilhelm wurde in Nachfolge seines Vaters Regent zu Innerösterreich, das im Wesentlichen die Herzogtümer Steiermark, Kärnten und Krain und die Küstenlande umfasste. Die Einkünfte wurden gleichmäßig geteilt. Beide Herzöge machten die Hofburg in Wien zu ihrer Hauptresidenz, wo sie zeitweise gemeinsam residierten. Die Verwaltung der Grafschaft Tirol und der Vorderen Lande (Oberösterreich (Tirol)) hatte Albrecht III. schon 1392 Wilhelms jüngeren Bruder Leopold IV. übertragen, mit dem 1396 in Wien ein weiterer Hausvertrag geschlossen wurde. Dieser Wiener Vertrag wurde in der Folge dreimal verlängert. 1402 wurden die jüngeren Brüder von Wilhelm und Leopold, die Herzöge Ernst I. und Friedrich IV. Mitregenten in den Herrschaften der älteren Brüder. Dass es Herzog Albrecht IV. und seinen Cousins nicht gelang, zu einer gemeinsamen politischen Linie zu finden, hatte eine wesentliche Schwächung der Dynastie zur Folge.

## Die Pilgerfahrt
Um 1398 begab sich Albrecht IV. auf eine Pilgerfahrt in das Heilige Land und wurde in Jerusalem zum Ritter des Ritterordens vom Heiligen Grab geschlagen. Albrecht IV. verließ Wien im August 1398 mit einem Gefolge, über das wenig bekannt ist. Seine Ehefrau und seine Kinder kamen nicht mit. Die Reiseroute führte über Venedig, von wo er im August mit dem Schiff nach Zypern und von dort im September weiter nach Akkon reiste. Die restliche Strecke nach Jerusalem wurde auf dem Landweg bewältigt. Albrechts Rückreise führte erneut über Venedig. Im Dezember 1398 war er wieder in Wien. Eine Pilgerfahrt ins Heilige Land unternahmen später auch sein Cousin Herzog Ernst I. und dessen Sohn, der spätere Kaiser Friedrich III.

## Albrecht IV. als Herrscher über das Herzogtum Österreich
Seit 1402 führte Albrecht IV. gemeinsam mit Wilhelm im Herzogtum Österreich mit Zustimmung des Adels, der Prälaten und der Städte das „Geräune“, eine Art „Standrecht“ ein, um den Übergriffen von Fehde führenden Adeligen und Räuberbanden Einhalt gebieten zu können, eine Folge der instabilen politischen Lage in den Nachbarländern Böhmen und Mähren. Während der verhältnismäßig kurzen Regierungszeit Herzog Albrechts IV. zeichnete sich erstmals eine Bedrohung durch die Osmanen für die Länder des Heiligen Römischen Reiches ab. Die spätere Geschichtsschreibung sah in dieser "Türkengefahr" neben Auseinandersetzungen unter den Habsburgern eine entscheidende Ursache für den wachsenden Einfluss der Landstände.

## Albrecht IV. und die Luxemburger
Im Jahr 1398 war Albrecht IV. mit Wilhelm in Litschau, wo anlässlich der Belehnung der Herzöge mit ihren Ländern und Herrschaften durch König Wenzel große Festlichkeiten stattfanden. Als die Kurfürsten Wenzel im Jahr 1400 als Reichsoberhaupt absetzten und der Pfalzgraf Ruprecht III. bei Rhein zu dessen Nachfolger gewählt wurde, blieb Albrecht IV. Verbündeter der Luxemburger. In den Auseinandersetzungen zwischen König Wenzel und seinem Bruder, dem späteren Kaiser Siegmund, unterstützte Albrecht IV. den Letzteren, der die Herzöge von Österreich gegeneinander auszuspielen versuchte. Im Spätsommer 1402 ernannte Siegmund Albrecht IV. zu seinem präsumptiven Nachfolger im Königreich Ungarn beziehungsweise zum Stellvertreter für den Fall seiner dortigen Abwesenheit.

## Tod und Nachfolge
Während des Kriegszuges gegen Böhmen und Mähren bekämpfte Albrecht IV. besonders die mährischen Freibeuter, die die österreichischen Grenzgebiete brandschatzten. Auf einem dieser Feldzüge, den er im September 1404 gemeinsam mit König Siegmund gegen dessen Cousins Jodok und Prokop von Mähren führte, eine Fehde um den Besitz der Stadt Znaim, erkrankten er und Siegmund bei der Belagerung von Znaim, die von Johann von Lamberg gehalten wurde. Während sich Siegmund wieder erholte, starb Albrecht IV. auf dem Rückweg nach Wien, vermutlich in Klosterneuburg. Beigesetzt wurde er in der Herzogsgruft des Stephansdoms in Wien, sein Sarg befindet sich neben dem seines Vaters. Da sein gleichnamiger Sohn Albrecht bei seinem Tod noch minderjährig war, übernahm zunächst Wilhelm die Regentschaft für diesen. Nach Wilhelms frühen Tod wurde die Regentschaft von Leopold IV. und Ernst I. weitergeführt.

## Aussehen und Persönlichkeit
Nach der Beschreibung des Wappendichters Peter Suchenwirt war Albrecht IV. schlank, hatte schöne Gesichtszüge und einen dunklen Bart sowie schwarze Haare, für die er nie ein Brenneisen benötigte, was ein Hinweis auf Naturlocken sein könnte. Ein Bildnis von ihm, das als authentisch gilt, ist nicht erhalten.
Wie bei den meisten Personen des Mittelalters gibt es zu seiner Persönlichkeit keine wirklich zuverlässigen Informationen. Angeblich war Albrecht IV. handwerklich sehr begabt, er soll sich als Tischler und Instrumentenbauer betätigt haben, und außerdem sehr fromm. Dass er tatsächlich etwas weltfremd war, wie in der populärwissenschaftlichen Literatur gerne behauptet wird, ist allerdings nicht belegt, doch dürfte er im Vergleich zu seinem Cousin und Mitregenten Wilhelm der passivere Herrscher gewesen sein.

## Präsentation, Beinamen und Wahlspruch
Albrechts kleiner Titel lautete: „Albrecht von gotes gnaden herczog ze Osterreich, ze Steyr, ze Kernden und ze Krain, grave ze Tyrol etc.“ Seinen großen Titel verwendete er gewöhnlich, wenn er zusammen mit Wilhelm urkundete, dabei wird Wilhelm stets vor ihm genannt. Im Gegensatz zu Albrecht III., Leopold III. oder Wilhelm urkundete Albrecht IV. gelegentlich auch in Klöstern, so zum Beispiel in St. Florian oder Stift Heiligenkreuz. Albrecht unterfertigte seine Diplome nie eigenhändig, die Verwendung der Ordnungszahl IV. findet sich nicht in der Intitulatio seiner Diplome. Er selbst dürfte den Titel eines Erzherzogs von Österreich nicht geführt haben. Sein Wappensiegel, das er von 1395 bis 1404 verwendet hat, vereint die fünf sternförmig angeordneten Schilde von (Neu)Österreich, Kärnten, Krain, Tirol und Steiermark, die auch auf den Wappensiegeln von Albrecht III. und Leopold III. zu sehen sind. Die Auswahl der Länderwappen wie auch die Reihenfolge der Schilde entsprechen dem Siegel seines Vaters. Außerdem verwendete er noch weitere Siegel.
Albrecht IV. dürfte Mitglied der Salamandergesellschaft gewesen sein.
Albrecht IV. wurden spätere mehrere Beinamen zugeschrieben.
- Von seiner Pilgerreise nach Jerusalem brachte er Schätze und Sammlerstücke mit. Diese sollen ihm zusammen mit seinen Erzählungen von dieser Reise, in denen er viel Fabelhaftes vorkommen ließ, den Beinamen Albrecht das Weltwunder eingebracht haben.[20]
- Nach der Rückkehr aus dem Heiligen Land soll er sich außerdem fast nur mehr bei den Karthäusern in Mauerbach aufgehalten und ein enthaltsames und keusches Leben geführt haben, weswegen er nun auch Albrecht der Mönch oder Frater Albertus genannt wurde.[4]
- Ein weiterer Beiname ist Albrecht der Geduldige.

Albrecht IV. wurde später der Wahlspruch: Paulatim (nach und nach), zugeschrieben, unter dem Sinnbild eines in ein Brett gebohrten Nagelbohrers.

## Albrecht als Mäzen und Förderer
Albrecht investierte besonders in den Ausbau des Hauptturmes des Wiener Stephansdomes, der bereits unter seinem Onkel, dem Herzog Rudolf IV. von Österreich begonnen worden war. Zusammen mit seinem Cousin Wilhelm förderte er den Weiterbau der Kirche Maria am Gestade in Wien. Außerdem gründete er für die bereits bestehende Kapelle zur Hl. Dorothea und Katharina das spätere Dorotheerkloster in Wien, dessen Errichtung aber erst unter seinem Sohn realisiert wurde.

## Irrtümer und Legendenbildung um Albrecht IV.
- Aufgrund seiner kurzen Herrschaft und der Namensgleichheit mit seinem Vater Albrecht III. und seinem Sohn Albrecht V. wurde Albrecht IV. später selbst in historischen Fachbüchern immer wieder mit diesen beiden verwechselt oder durcheinander gebracht. Immer wieder wird er auch, selbst in historischen Fachbüchern, irrtümlicherweise als Bruder seiner vier Cousins bezeichnet.[22]
- Als König Wenzel IV. von Böhmen 1402 von seinem Bruder Siegmund gefangen genommen wurde, ließ ihn dieser nach Wien bringen, wo er Wenzel in den Gewahrsam von Herzog Albrecht IV. gab. Wenzel gelang es jedoch am 11. November 1403 aus Wien zu flüchten. Nach seiner Rückkehr nach Böhmen übernahm er dort wieder selbst die Herrschaft.[23] Um diese Flucht entstanden einige Legenden, in denen Herzog Albrecht IV. gewöhnlich die Rolle des Verbündeten beziehungsweise Komplizen von Siegmund spielt, während die Rolle des Fluchthelfers mit seinem Cousin Wilhelm besetzt ist. Eine weitere Legendenbildung um diese Fluchtgeschichte, die sich auch in der Sekundärliteratur findet, verknüpft Wenzels Flucht mit Albrechts Tod. Nach dieser habe er an dem für ihn letztlich verhängnisvollen Feldzug nur deshalb teilgenommen, um Siegmund so zu beweisen, dass er an der Flucht von dessen Bruder unbeteiligt gewesen war.[24]
- Seine politischen Verstrickungen in die Politik des späteren Kaisers Siegmund wurden im 19. Jahrhundert entsprechend verklärt, so soll Albrecht IV. der Legende nach in den Armen Siegmunds gestorben sein, nachdem ihm dieser noch ausdrücklich zuvor das Versprechen gegeben hatte, dass er dem noch unmündigen Sohn Albrecht stets ein guter „Vater“ sein werde.[24] Die Ursache für diese Legendenbildung sind wohl in Siegmunds späterer politische Zusammenarbeit mit Albrecht V., der ihn letztlich auch beerbte, zu suchen.

## Versuch einer Beurteilung
Albrecht IV. gehört zu den unbekanntesten Mitgliedern des Hauses Österreich beziehungsweise Habsburg. Die Gründe dafür liegen auf der Hand. Er war weder König noch Kaiser. Hinzu kommt noch, dass seine Herrschaft als Reichsfürst in die Zeit zwischen dem Vertrag von Neuberg an der Mürz im Jahr 1379 und der Abdankung von Herzog Siegmund von Österreich im Jahr 1490 fällt, ein Abschnitt der Habsburgergeschichte, der bis heute zum Teil nicht besonders gut erforscht ist. In diesem Zeitraum hatte sich seine Familie in zwei Hauptlinien aufgespaltet, und es kamen unterschiedliche Herrschaftsmodelle, eine Folge der (gewöhnlich befristeten) Teilungsverträge und Vormundschaften, zur Anwendung, was schon für die Zeitgenossen nicht ganz durchschaubar gewesen sein dürfte und sich entscheidend auf die spätere, oft widersprüchliche Geschichtsschreibung auswirkte. Hinzu kommen noch unrichtige Vorstellungen aus dem 19. Jahrhundert, wobei spätere Herrschaftsformen bei den Habsburgern, die sich in der Neuzeit und der damaligen Gegenwart finden, unkritisch auch für diesen Zeitraum vorausgesetzt wurden. Albrecht IV. übte zwar nach dem Tod seines Vaters die Herrschaft über Herzogtum Österreich aus, also über jenes Gebiet, nach dem sich seine Familie nach ihrem Aufstieg in den Reichsfürstenstand unter Graf Rudolf IV. von Habsburg benannt hatte, doch dies nur für wenige Jahre, zudem musste er sich seine Herrschaft mit seinem Cousin Wilhelm, der als Senior des Hauses seine Mitbeteiligung an dieser durchsetzen konnte, teilen. In Bezug auf die damalige Politik und Wahrnehmung der Habsburger im Reich war zudem Wilhelms Brüder Leopold IV., der über jene Teile herrschte, die näher an der Peripherie des Heiligen Römischen Reichs lagen, bei den Zeitgenossen wesentlich präsenter. In Bezug auf die damalige "Ostpolitik" stand Albrecht IV. im Schatten des späteren Kaisers Siegmund.